# 胡金波 (1960年)
胡金波（1960年1月—），男，汉族，江苏淮安人，中华人民共和国政治人物。曾任江苏省政协副主席、南京大学党委书记。

## 生平
1976年7月至1978年9月为淮安县溪河公社知青，1978年1月加入中国共产党。
1982年7月毕业于南京农学院农学系农学专业。
1995年7月至1998年7月任南京农业大学党委副书记、纪委书记；1998年7月至2001年10月任南京农业大学党委副书记、副校长。2001年10月至2007年7月任中国药科大学党委书记。
2007年7月，任江苏省教育厅副厅长、党组成员，省委教育工委副书记（正厅级）。2014年2月，任中共江苏省委组织部副部长（正厅级）。2016年9月，任江苏省委组织部常务副部长（正厅级）。
2018年1月至2020年1月任江苏省政协副主席。2018年10月至2022年9月任南京大学党委书记。